# Lyckosparken
Lyckosparken är det första och enda studioalbumet av den svenska proggruppen Knäckebröderna. Skivan utgavs på vinyl 1976 av skivbolaget MNW.

## Låtlista
A
1. "Inknoppningsblues" – 5:18
2. "Till monorkaomanin" – 2:55
3. "R.R.R." – 4:18
4. "Janson o von Hanzon" – 3:10
5. "Det ska vi fira" – 4:26

B
1. "Förträng av hjärtat, förträng" – 3:14
2. "Viskyvalsen" – 3:17
3. "Precis som pärlemor" – 3:13
4. "Kort resignation" – 2:16
5. "Desperat kärleksvisa" – 4:00
6. "Nisse Dillans dröm" – 3:52

## Medverkande
- Mats G Bengtsson – piano, clavinet
- Bosse Gäverström – gitarr, elbas
- Lennart Holving – sång, gitarr
- Ulf Westander – trummor

### Fotnoter
1. ↑  ”Lyckosparken”. Svensk mediedatabas. http://smdb.kb.se/catalog/search?q=kn%C3%A4ckebr%C3%B6derna&x=0&y=0. Läst 5 januari 2013.